# George Peter Murdock
George Peter Murdock (Meriden, Estados Unidos, 11 de mayo de 1897-Devon, Estados Unidos, 29 de marzo de 1985) fue un antropólogo estadounidense que ocupaba la Cátedra Andrew Mellon de Antropología en la Universidad de Pittsburgh de 1960 a 1973. En 1962 fundó la revista científica Ethnology.

## Biografía
Tras doctorarse en Sociología en Yale, aunque la universidad no tenía aún una facultad de Antropología, Murdock dio clases de Antropología física. En 1931, Yale invitó a Edward Sapir hacerse cargo del nuevo departamento, cargo que Murdock ocuparía, tras el fallecimiento de Sapir, de 1938 hasta su jubilación en 1960. 
En 1948, estableció los Human Relations Area Files, con el fin de compartir los archivos de Yale con otras universidades.
Ocupó la Cátedra Andrew Mellon de Antropología en la Universidad de Pittsburgh de 1960 a 1973. En 1969, junto con Douglas R. White, Murdock desarrolló la Standard Cross-Cultural Sample, un conjunto de estudios sobre 186 culturas que se sigue utilizando hoy en día.

## Publicaciones
- Outline of World Cultures (1954)
- World Ethnographic Sample (1957)
- Africa: Its peoples and their culture history (1959)